# Emma (film fra 2012)
 For alternative betydninger, se Emma. (Se også artikler, som begynder med Emma)
Emma er en dansk kortfilm fra 2012 instrueret af Philip Th. Pedersen.

## Handling
Sofie vil væk fra hverdagen og genfinde sin ungdom. Frank vil bare have fred. Men babysitteren melder afbud i sidste øjeblik, og de tager datteren, Emma, med på det, der skulle have været en hyggelig tur med gamle venner i et norsk sommerhus. Men husets oprindelige beboere vil gerne babysitte Emma. Og de vil sørge for, at hun aldrig forlader stedet igen. Kan Sofie og Frank redde Emma, livet og deres forhold?

## Medvirkende
- Maja Muhlack
- Danny Thykær
- Sofia Lever
- David Sakurai
- Kristina Korsholm
- Ole Kristian Thomassen